# Ogíjares
Ogíjares é um município da Espanha na província de Granada, comunidade autónoma da Andaluzia, de área 7 km² com população de 12145 habitantes (2007) e densidade populacional de 1680,12 hab/km².

## Demografia
| Variação demográfica do município entre 1991 e 2004 | Variação demográfica do município entre 1991 e 2004 | Variação demográfica do município entre 1991 e 2004 | Variação demográfica do município entre 1991 e 2004 |
| --------------------------------------------------- | --------------------------------------------------- | --------------------------------------------------- | --------------------------------------------------- |
| 1991                                                | 1996                                                | 2001                                                | 2004                                                |
| 5 097                                               | 7 607                                               | 9 838                                               | 11 324                                              |